# Anaspis mariae
Anaspis mariae là một loài bọ cánh cứng trong họ Scraptiidae. Loài này được Roubal miêu tả khoa học năm 1910.